# Erft
Die Erft ist ein 106,6 km langer, südwestlicher und linker Nebenfluss des Rheins. Sie durchfließt drei Landkreise und jeweils deren Kreisstädte; flussabwärts gesehen sind dies: Kreis Euskirchen mit Euskirchen, Rhein-Erft-Kreis mit Bergheim und Rhein-Kreis Neuss mit Neuss in Nordrhein-Westfalen.
Der Verlauf und die Wasserführung wurden bereits seit dem Mittelalter vielfach geändert.

## Geographie

### Verlauf
Die Erft entspringt am Nordwestrand des zur Eifel gehörenden Ahrgebirges im Kreis Euskirchen. Ihre Kilometrierung beginnt südwestlich des Nettersheimer Ortsteils Frohngau auf knapp 527 m ü. NHN auf dem Osthang des Harzbüchel (537 m). Dort entspringt mit dem Kuhbach der linke Hauptstrang-Oberlauf, der südlich des Himbergs (549,6 m) fließt. Nach 1,3 km Oberlauf-Fließstrecke mündet südlich gegenüber von Frohngau ein ebenfalls Kuhbach genannter, auch 1,3 km langer und rechtsseitiger Bach ein. Den Oberlaufnamen Kuhbach behält das Fließgewässer bis zur weiteren, 2,4 km flussabwärts im Nettersheimer Ortsteil Holzmülheim gelegenen Erftquelle (ca. 414 m).
Von dort fließt die Erft anfangs in nordöstliche und dann überwiegend in nördliche Richtungen. Im Oberlauf durchfließt sie zunächst das Hochwasserrückhaltebecken Eicherscheid und dann die Stadt Bad Münstereifel. Später berührt sie Euskirchen und Weilerswist, wo sie am Autobahnkreuz Bliesheim von der Bundesautobahn 61 und danach von der Bundesautobahn 553 überquert wird.
Nördlich von Weilerswist empfängt sie ihren größten Nebenfluss, die Swist, unterquert die Bundesautobahn 1 und fließt dann entlang der A 61 über Kerpen – die Bundesautobahn 4 östlich des Kreuzes Kerpen passierend – und Bergheim nach Bedburg.

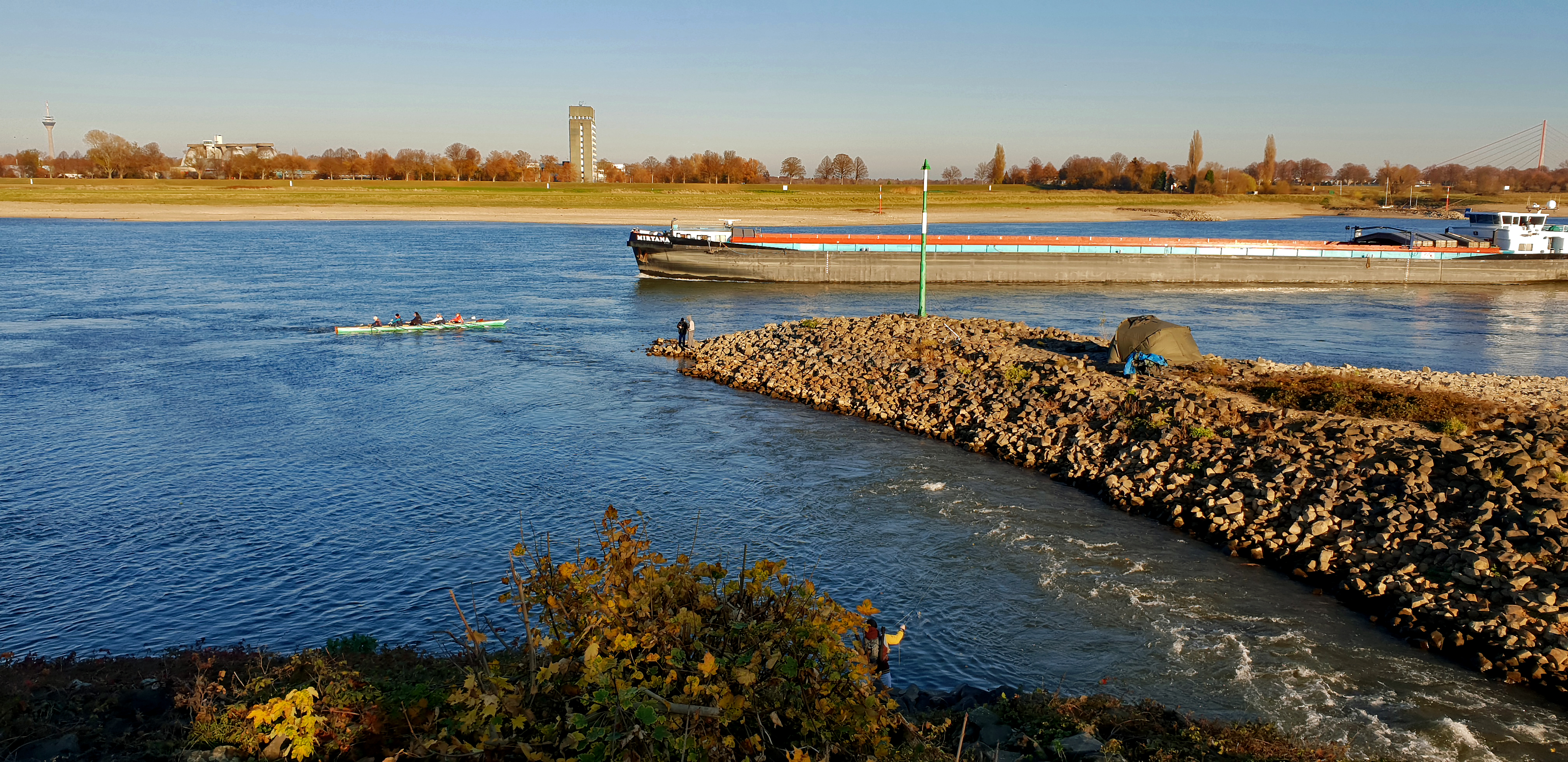
Mündung der Erft in den Rhein bei Neuss-Grimlinghausen

Vor Grevenbroich unterquert die Erft die Bundesautobahn 540 und erreicht Neuss; dort wird an einer Staustufe Wasser von der Erft zur ebenfalls dem Rhein zufließenden Obererft geleitet. Bei Neuss unterquert sie die Bundesautobahn 57. Schließlich mündet die Erft südlich der Düsseldorfer Josef-Kardinal-Frings-Brücke bei Neuss-Grimlinghausen auf etwa 31 m Höhe in den Rhein. Dorthin wurde sie im Jahre 1475 während der Belagerung von Neuss durch Karl den Kühnen aus dem Hause Burgund verlegt.

### Zuflüsse
| Stat. in km | Name                      | GKZ    | Lage   | Länge in km | EZG in km² |
| ----------- | ------------------------- | ------ | ------ | ----------- | ---------- |
| 090,30      | Eschweiler Bach           | 27414  | links0 | 011,6470    | 0032,1420  |
| 076,40      | Veybach                   | 27418  | links0 | 022,8790    | 0084,9240  |
| 073,30      | Kuchenheimer Mühlengraben | 274192 | rechts | 010,6320    | 0021,0760  |
| 063,20      | Swist                     | 2742   | rechts | 043,6580    | 0289,4080  |
| 055,80      | Rotbach                   | 2744   | links0 | 039,2150    | 0236,2650  |
| 053,60      | Liblarer Mühlengraben     | 27454  | rechts | 010,3290    | 0039,1260  |
| 046,70      | Neffelbach                | 2746   | links0 | 040,2660    | 0236,9730  |
| 036,60      | Kleine Erft               | 274732 | rechts | 012,7840    | 0035,2830  |
| 032,30      | Finkelbach                | 27474  | links0 | 015,9220    | 0105,6980  |
| 030,30      | Pützbach                  | 274752 | links0 | 011,1010    | 0033,6730  |
| 005,30      | Gillbach                  | 2748   | rechts | 028,4680    | 0098,6740  |
| 001,60      | Norfbach                  | 27494  | rechts | 019,8670    | 0105,6910  |

### Ortschaften
An der Erft – Quelle bis Mündung – befinden sich diese Ortschaften (flussabwärts betrachtet):
- Nettersheim-Holzmülheim
- Bad Münstereifel-Schönau
- Bad Münstereifel-Eicherscheid
- Bad Münstereifel
- Bad Münstereifel-Iversheim
- Bad Münstereifel-Arloff
- Bad Münstereifel-Kirspenich
- Euskirchen-Kreuzweingarten
- Euskirchen-Rheder
- Euskirchen-Stotzheim
- Euskirchen-Roitzheim
- Euskirchen
- Euskirchen-Wüschheim
- Weilerswist-Bodenheim
- Weilerswist-Lommersum
- Weilerswist-Hausweiler
- Weilerswist-Vernich
- Weilerswist
- Erftstadt-Bliesheim
- Erftstadt-Liblar
- Erftstadt-Blessem
- Erftstadt-Dirmerzheim
- Erftstadt-Gymnich
- Kerpen-Brüggen
- Kerpen-Balkhausen
- Kerpen-Türnich
- Kerpen
- Kerpen-Horrem
- Bergheim-Quadrath-Ichendorf
- Bergheim
- Bergheim-Zieverich
- Bergheim-Thorr
- Bergheim-Paffendorf
- Bergheim-Glesch
- Bedburg
- Bedburg-Kaster
- Bedburg-Broich
- Grevenbroich-Frimmersdorf
- Grevenbroich-Gustorf
- Grevenbroich-Neuenhausen
- Grevenbroich
- Grevenbroich-Stadt Wevelinghoven
- Grevenbroich-Kapellen
- Grevenbroich-Gilverath
- Grevenbroich-Neubrück
- Neuss-Holzheim-Minkel
- Neuss-Holzheim
- Neuss-Weckhoven
- Neuss-Selikum
- Neuss-Erfttal
- Neuss-Gnadental
- Neuss-Grimlinghausen

## Wasserwirtschaft

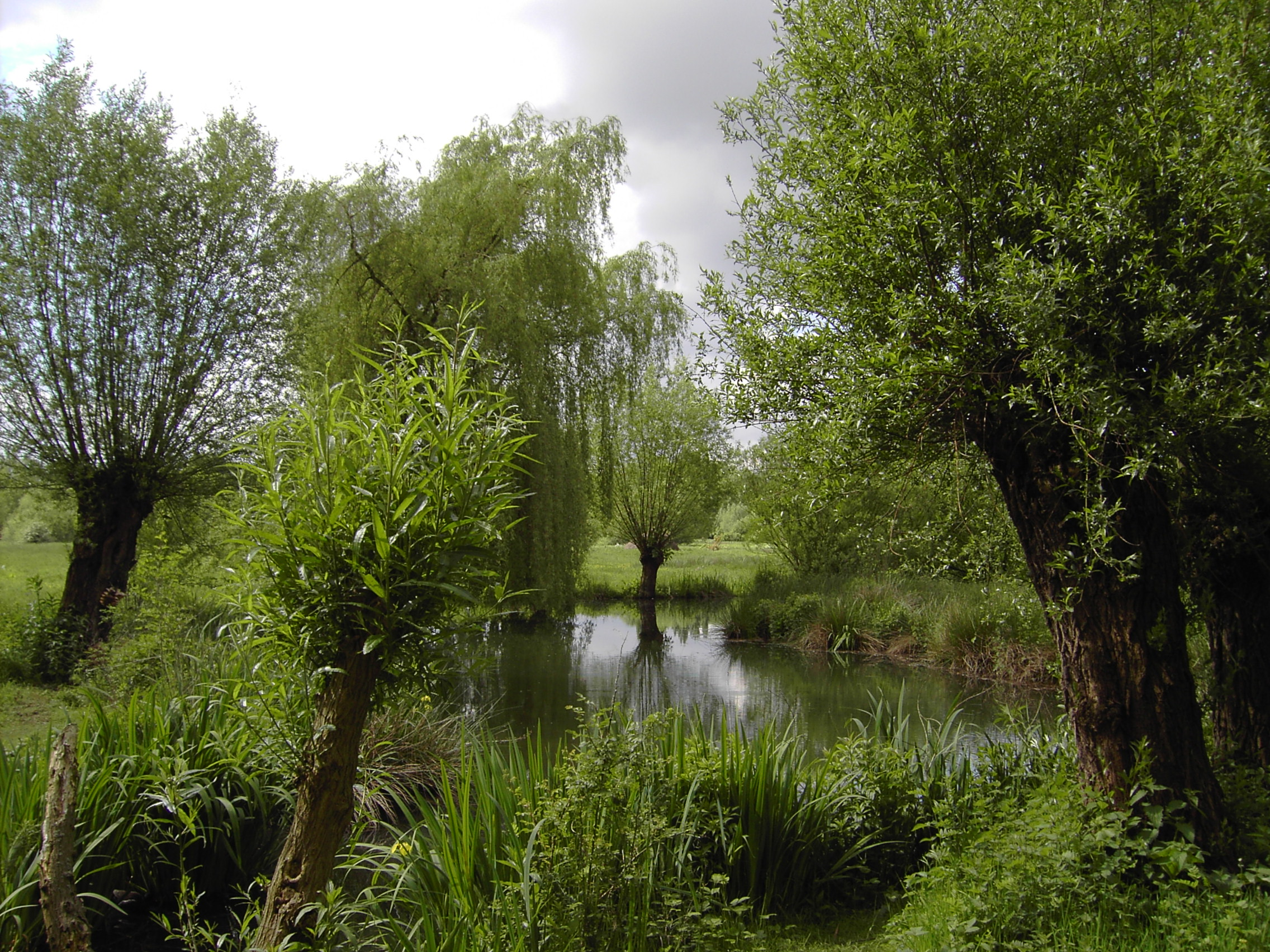
Typische Auenlandschaft, nahe dem Museum Insel Hombroich, Neuss

Zwischen Türnich und Bedburg ist die Erft stellenweise bis zu 20 Meter breit. Das Flussbett wurde mehrfach verlegt; es musste dem Bergbau des Rheinischen Braunkohlereviers weichen und wurde später begradigt. Durch Zuführung des Sümpfungswassers aus dem Braunkohlebergbau wurde die Erft ein wasserreicher Fluss. 1955 führte die Erft 5 m3 Wasser in der Sekunde ab, zwischen 1965 und 1975 über 26 m3. Durch Verlagerung des Tagebaus Garzweiler in Richtung Erkelenz soll das Sümpfungswasser nicht mehr in die Erft abgeleitet werden, sondern unter anderem im Feuchtgebiet des Schwalm-Nette-Tals versickern. Dadurch wird die Erft zu einem kleinen Flüsschen mit einer Wasserführung von weniger als 3 m3 Wasser in der Sekunde werden und so ganz erheblich ihr Aussehen verändern.
Im Rheinischen Braunkohlerevier wird der Verlauf der Erft von Bergheim bis zur Mündung in den Rhein bei Neuss neu gestaltet. Grund ist der auf 2030 vorgezogene Kohleausstieg. Damit die Erft nach dem Kohleausstieg nicht austrocknet, müssen Verlauf und Flussbett an vielen Stellen umgestaltet werden. Der Fluss soll wieder so werden, wie vor dem Tagebau. In Neuss Gnadental wurde beispielsweise die Länge der Erft verdreifacht, damit sie sich in einem seichten Bett langsam durch die Landschaft schlängeln kann. Auch in Bergheim Kenten und zwischen Bedburg und Frimmersdorf konnte der Fluss bereits naturnah umgestaltet werden. 19 Abschnitte stehen laut Erftverband auf der „To-Do-Liste“. Vier sind bereits umgesetzt, fünf in Planung. (Stand Juni 2024)

## Neozoen und Neophyten
Aufgrund der Warmwassereinleitung von der Braunkohleindustrie in die Erft können hier eingeschleppte Pflanzenarten wie das Brasilianische Tausendblatt und die südamerikanische Dichtblättrige Wasserpest überleben. Jährlich werden 300 Millionen Kubikmeter aufgewärmtes Grundwasser („Sümpfungswasser“) aus dem Braunkohleabbau in die Erft gepumpt. Hinzu kommt das Kühlungswasser aus dem Braunkohlekraftwerk Frimmersdorf. Im Winter betragen die mittleren Wassertemperaturen noch 15 °C und im Sommer 28 °C. Der Mittellauf des Flusses ist um 8 °C wärmer als der Oberlauf. Das Warmwasser wird unterhalb von Erftstadt zugeführt.
Bereits in den 1990er Jahren meldeten Angler den dreimaligen Fang von Piranhas, die im Gegensatz zu den Sonnenbarschen keine fortpflanzungsfähige Population bilden konnten, sondern lediglich ausgesetzte Aquarienfische waren und vermutlich nur wenige Monate überlebten. Außerdem finden sich in der Erft Guppys und Rotwangenschildkröten.
Aus diesem Grund versuchte der BUND, den Bau des Braunkohlekraftwerks Neurath zu stoppen.
| Neozoen in der Erft: - Branchiura sowerbyi, (sub-)tropischer Ringelwurm der Familie Naididae - Grobgerippte Körbchenmuschel (Corbicula fluminea), Ostasien, vom Rhein in die Erft eingewandert - Großer Höcker-Flohkrebs (Dikerogammarus villosus), Osteuropa - Wandermuschel (Dreissena polymorpha), Aralo-Kaspische Niederung - Getigerter Strudelwurm (Dugesia tigrina), südliches Nordamerika - Chinesische Wollhandkrabbe (Eriocheir sinensis), China, vom Rhein in die Erft eingewandert - Istrische Assel (Jaera istri), Aralo-Kaspische Niederung, vom Rhein in die Erft eingewandert - Kamberkrebs (Oronectes limosus), Nordamerika - Zwerg-Deckelschnecke (Potamopyrgus antipodarum), Neuseeland - Sonnenbarsch (Lepomis gibbosus), Nordamerika - Blaubandbärbling (Pseudorasbora parva), östliches Russland - Schmuckschildkröte (Trachemys scripta), südl. Nordamerika | Neophyten in der Erft: - Großer Algenfarn (Azolla filiculoides), subtropisches Amerika - Rossschweifalge (Compsopogon hookeri), tropisches Indien - Dichtblättrige Wasserpest (Egeria densa), Südamerika - Kanadische Wasserpest (Elodea canadensis), Nordamerika - Großer Wassernabel (Hydrocotyle ranunculoides), Nordamerika - Wenigrippige Wasserlinse (Lemna aequinoctialis), Tropen – gemäßigte Zone - Zierliche Wasserlinse, (Lemna minuta) Tropen – gemäßigte Zone - Brasilianisches Tausendblatt (Myriophyllum aquaticum), subtropisches Südamerika - Wassersalat (Pistia stratiodes), Tropen / Subtropen - Mexikanisches Eichenblatt (Shinnersia rivularis), Mittelamerika - Schraubenvallisnerie (Vallisneria spiralis), Tropen / Subtropen |

siehe auch: Bioinvasion

## Geschichte

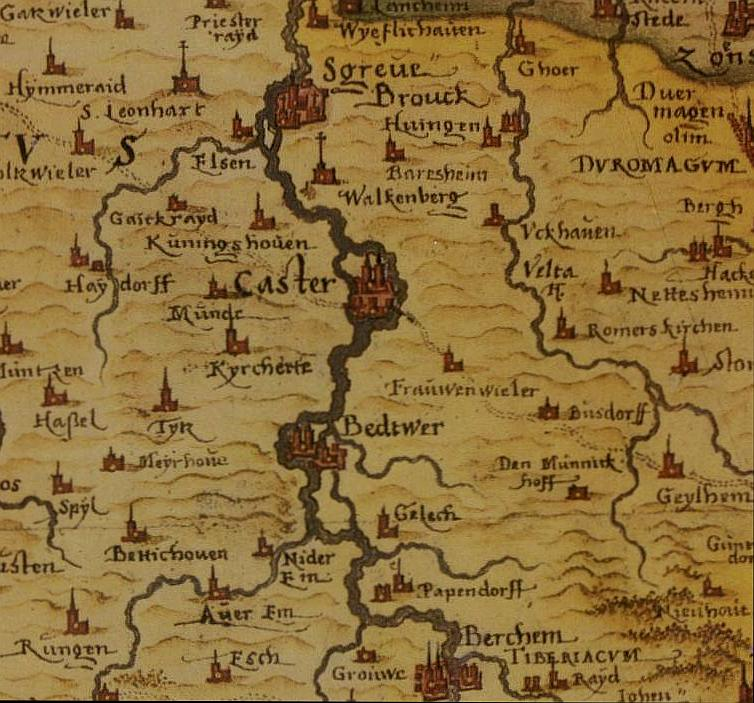
Erftland bei Kaster Kartenausschnitt von Christian Sgrothen um 1557

Erstmals urkundlich erwähnt wurde die Erft im Jahre 496/506 vom Geographen von Ravenna als Arnefa. Sie hieß zunächst „Arnapa“, später „Arnefe“ und „Arlefe“. Schließlich fand man 1320 den Namen „Arfe“. Der Name ist eine Komposition aus dem Hydronym -apa und dem germanischen Wort *arna-/*arni- mit der Bedeutung 'sicher, energisch, tüchtig'.

Hochwasser im September 2007; normalerweise liegt der Wasserspiegel ca. 2 Meter tiefer

Nach dem Fluss Erft benannt wurden 1969 die Stadt Erftstadt, ein Zusammenschluss mehrerer Orte, sowie der zum 1. Januar 1975 im Rahmen der Kreisreform neu gebildete Erftkreis, der am 1. November 2003 in Rhein-Erft-Kreis umbenannt wurde; außerdem zwei Eisenbahnstrecken, die Erftbahn (Bedburg–Horrem) und die Erfttalbahn (Euskirchen–Bad Münstereifel), sowie zwei Regionalverkehrslinien, der Rhein-Erft-Express (RE 8) und die Rhein-Erft-Bahn (RB 27).
Im Juli 2021 gab es in einigen Teilen Deutschlands Dauerregen und Hochwasser, auch im Einzugsgebiet der Erft. An vielen Stellen trat die Erft erheblich über die Ufer, zum Beispiel in Bad Münstereifel und Erftstadt-Blessem, wo – verstärkt durch eine reißende Strömung – große Schäden entstanden.

## Sehenswertes

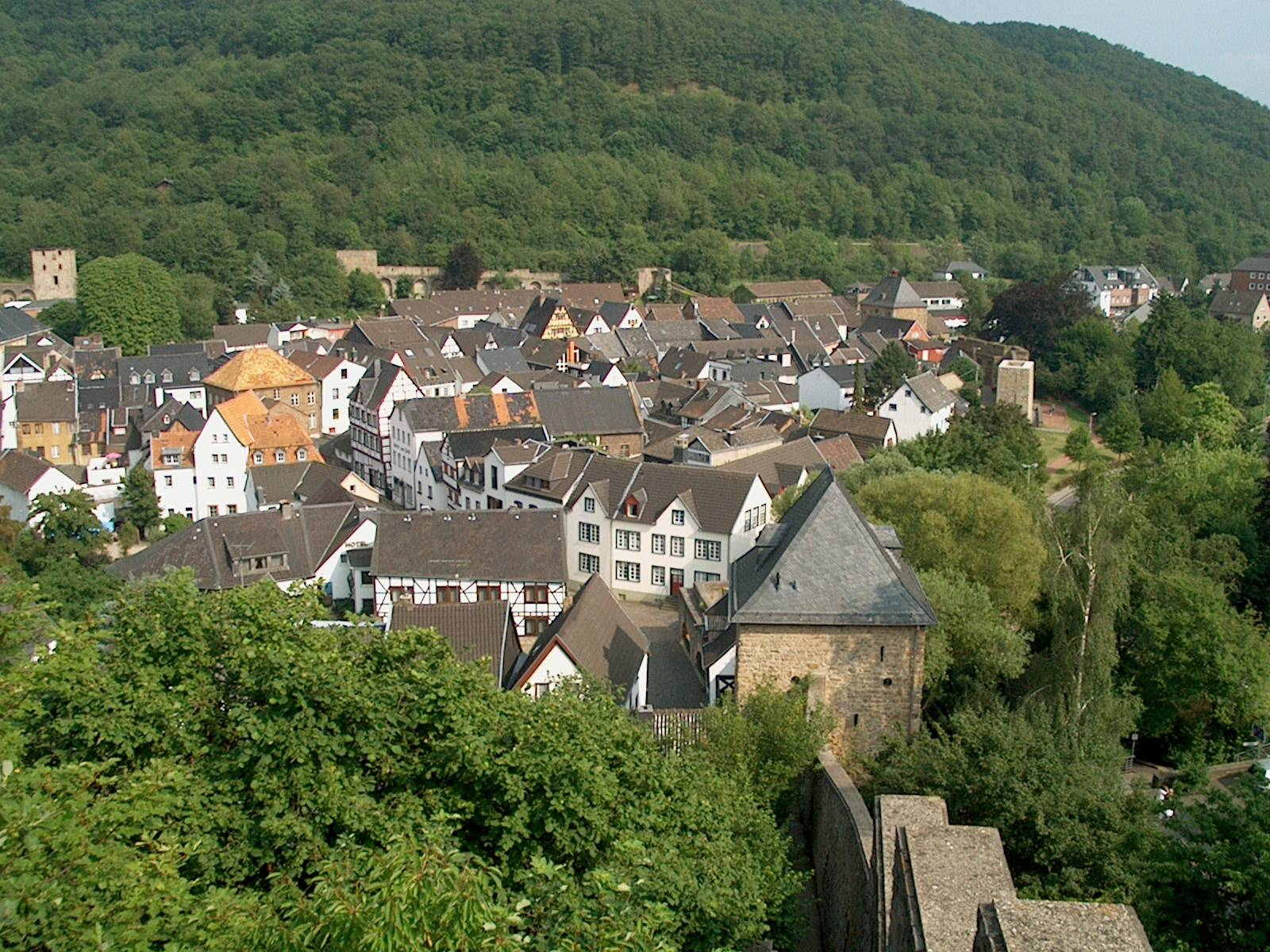
Bad Münstereifel im Erfttal
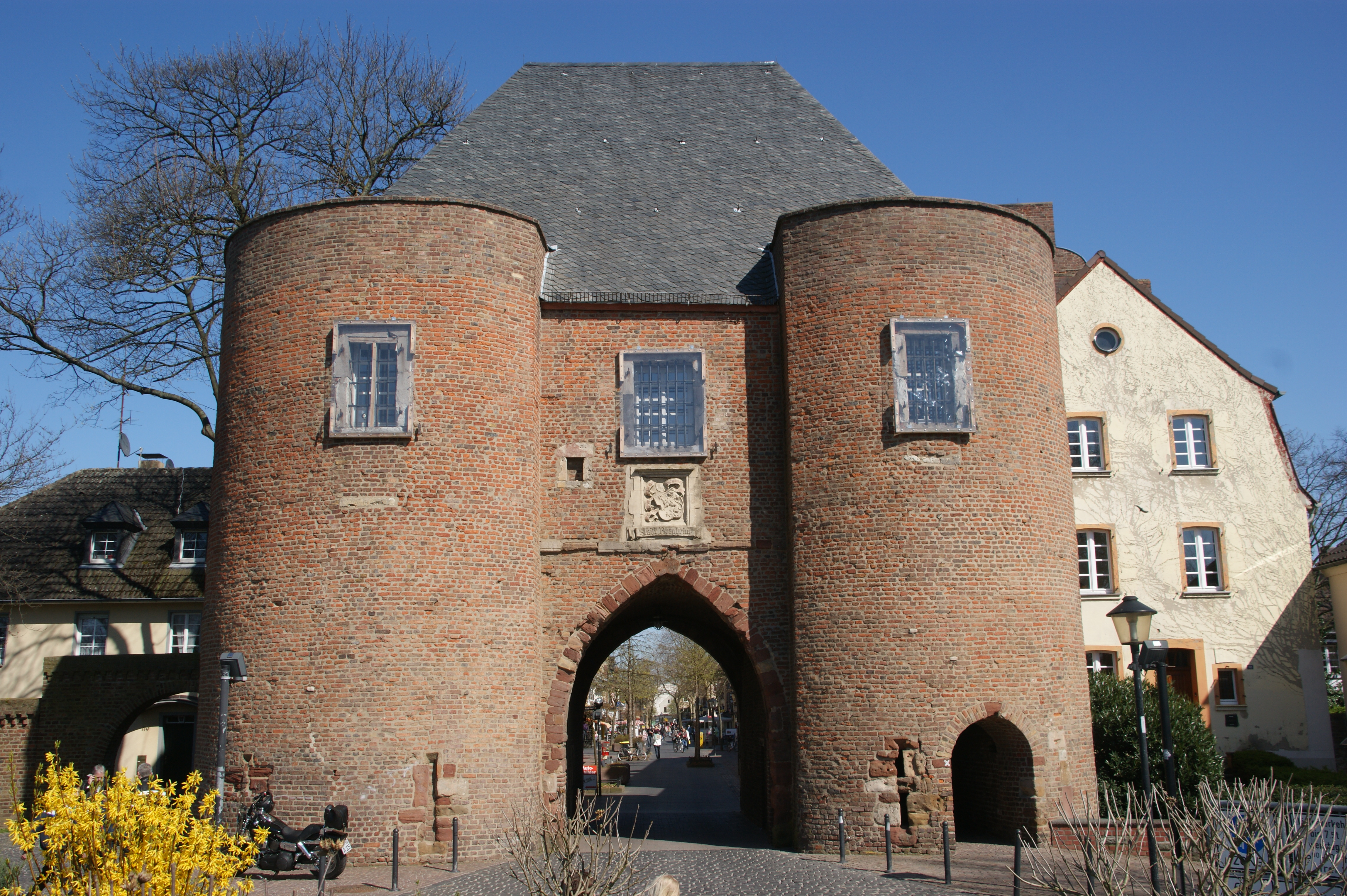
Aachener Tor in Bergheim, Wahrzeichen des Rhein-Erft-Kreises
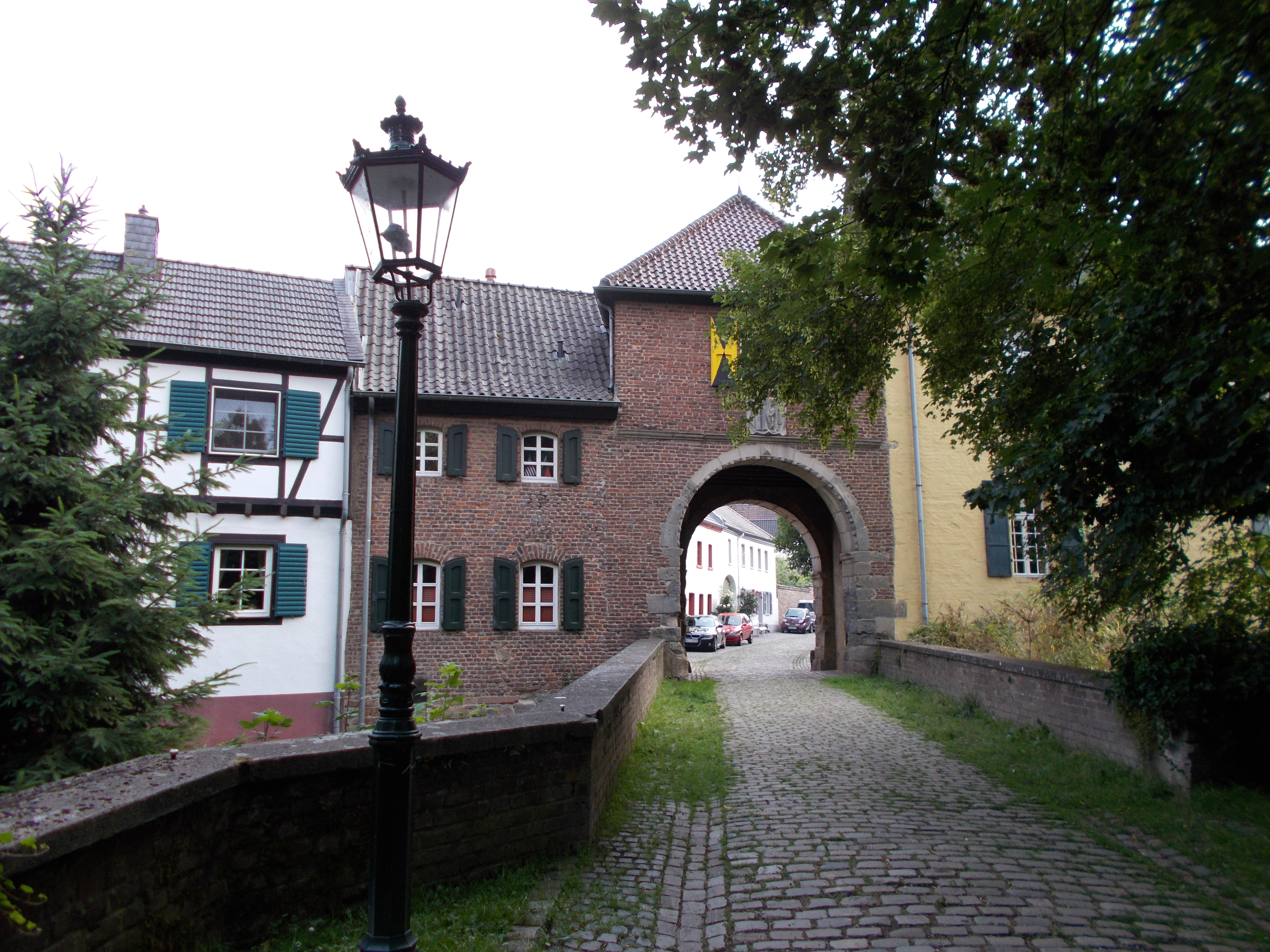
Erft-Tor in Bedburg-Kaster
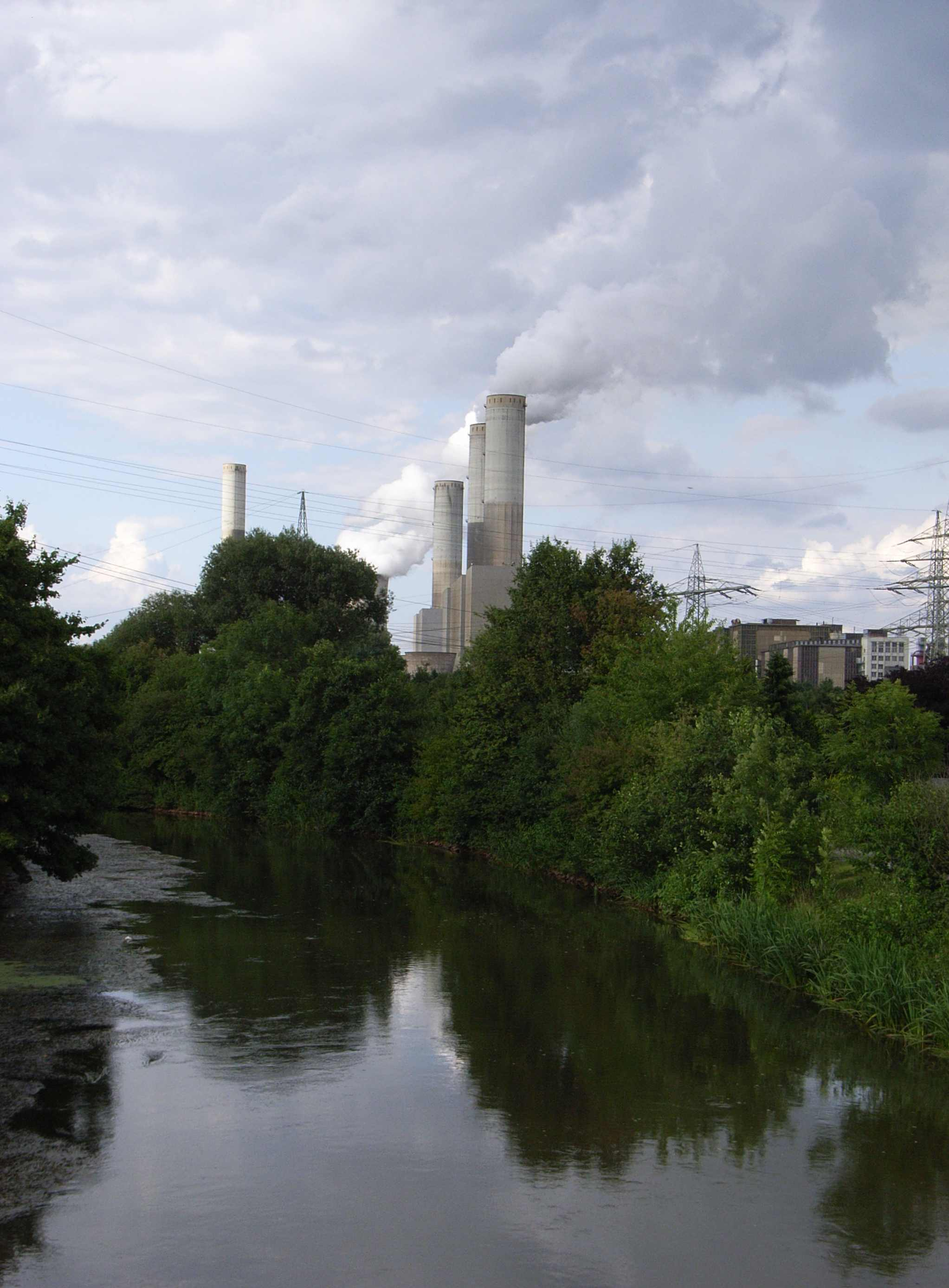
Stillgelegtes Kraftwerk Frimmersdorf an kanalisierter Erft
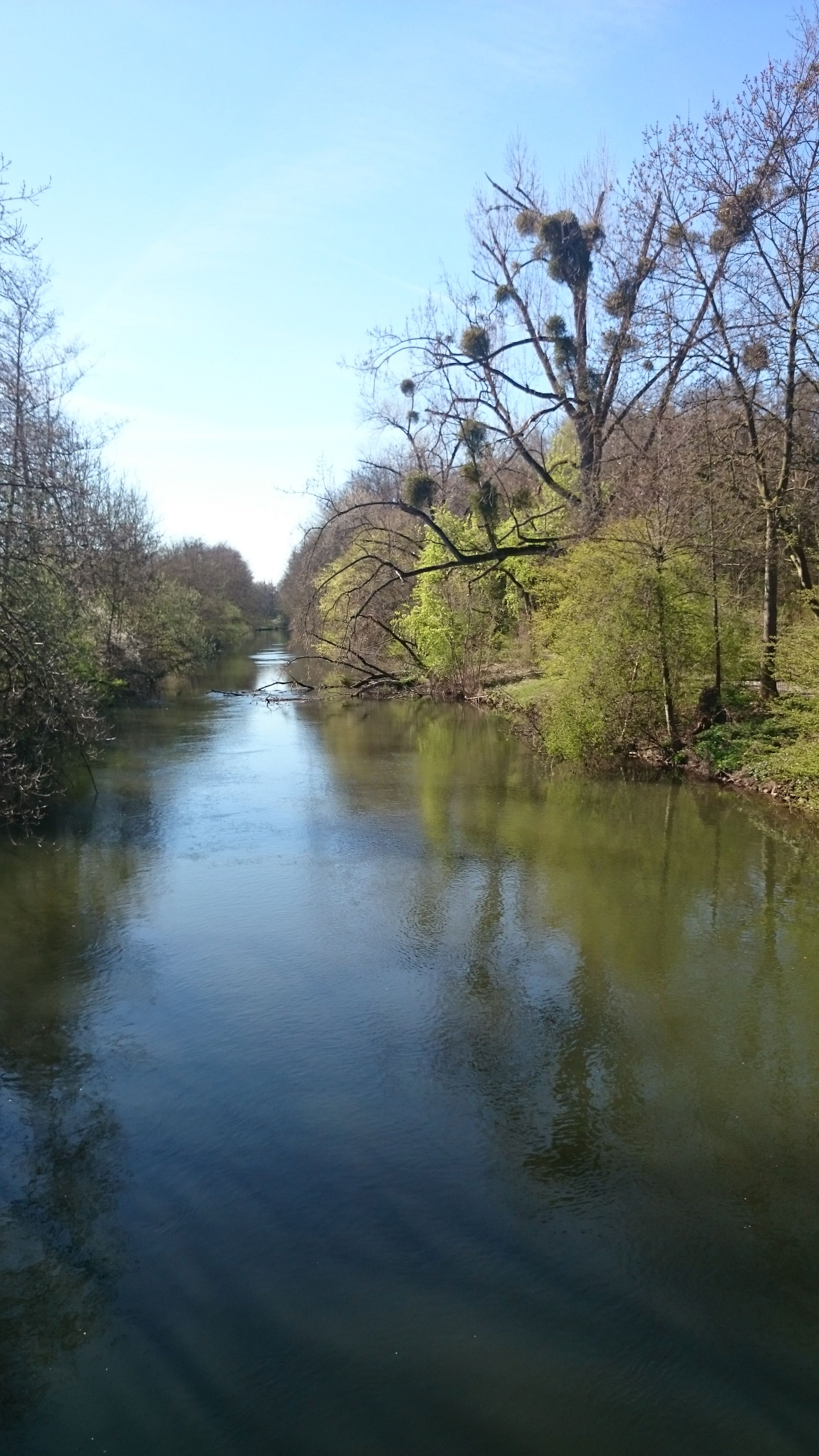
Erft bei Neuss (2017)
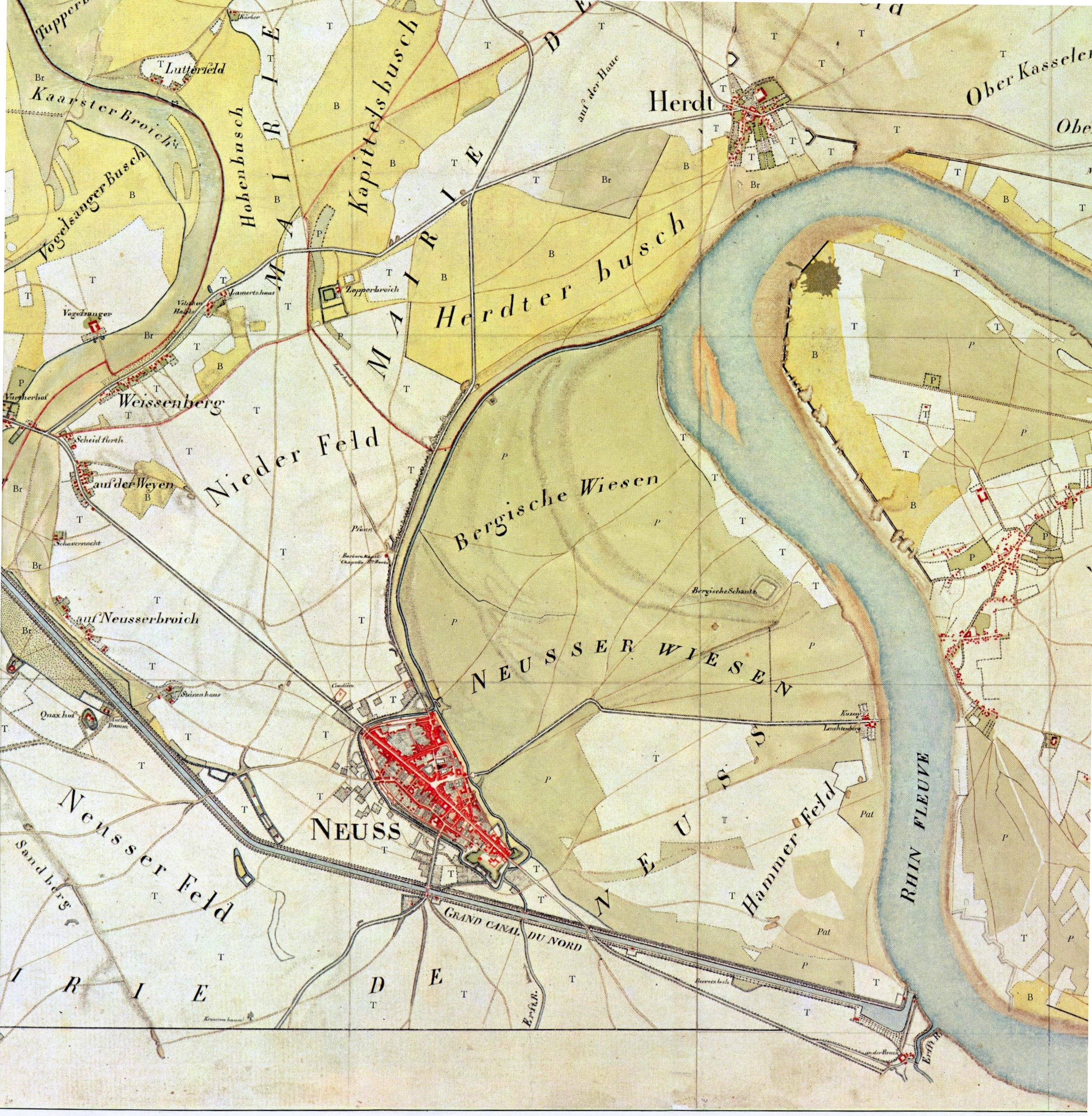
Alte und neue Erftmündung, Tranchot-Karte (1805)
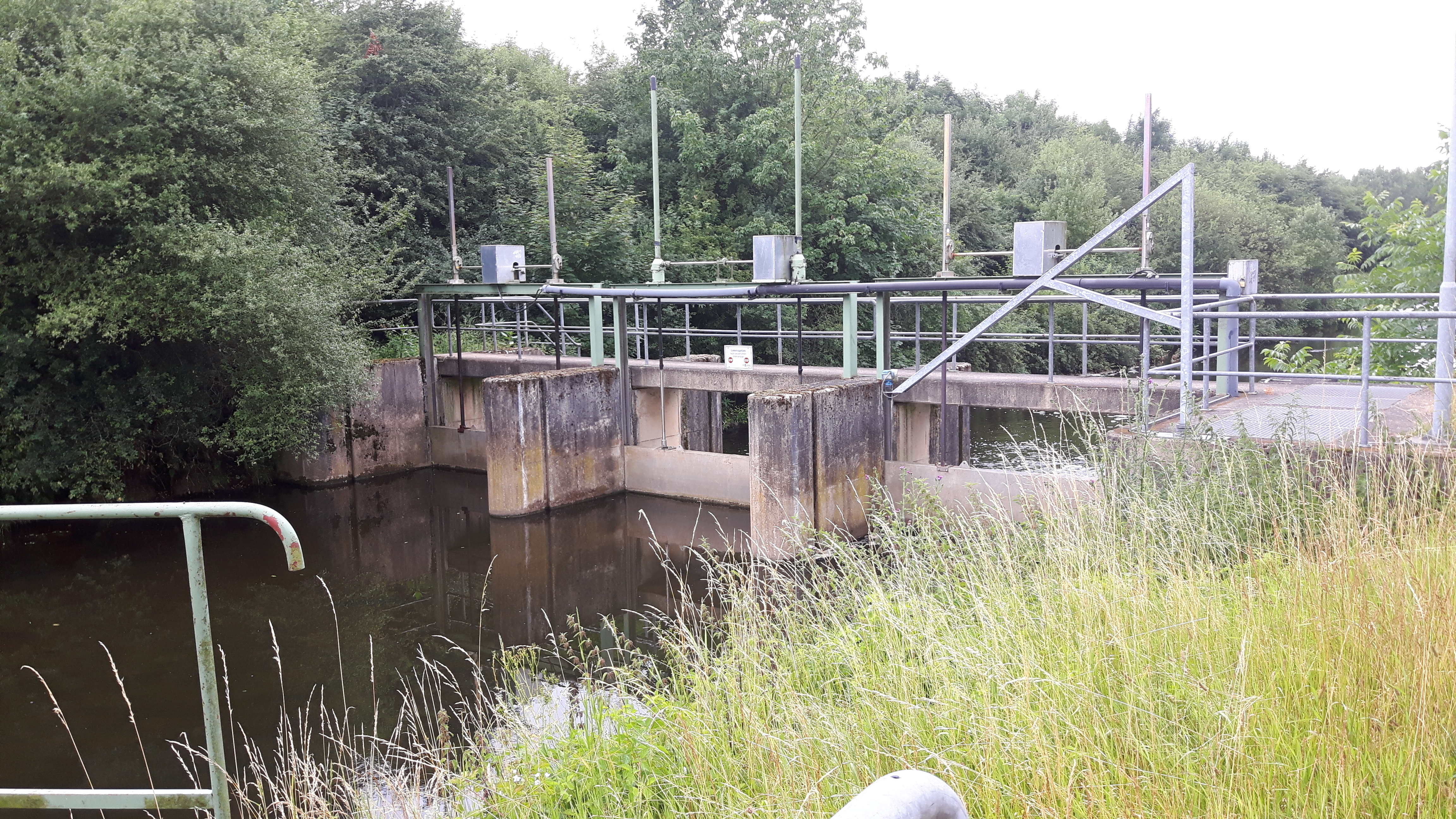
Erft-Flutkanal bei Horrem

An den Ufern der Erft befinden sich unter anderen sehenswerte Burgen, Klöster, Schlösser (flussabwärts betrachtet):
- Hardtburg in Euskirchen-Stotzheim
- Schloss Türnich
- Burg Hemmersbach in Kerpen-Horrem
- Schloss Frens bei Bergheim-Quadrath
- Schloss Paffendorf in Bergheim
- Schloss Bedburg
- Grevenbroicher Schloss
- Wölkersburg im Stadtpark in Grevenbroich-Wevelinghoven
- Burg Wevelinghoven
- Altes Pastorat in Grevenbroich-Wevelinghoven
- Kloster Langwaden in Grevenbroich
- Schloss Hülchrath in Grevenbroich-Hülchrath
- Schloss Reuschenberg in Neuss-Selikum

Außerdem:
- Museum Insel Hombroich in Neuss-Holzheim
- mehrere Motten und Wassermühlen

## Freizeit und Erholung
Entlang der Erft sind gut ausgebaute Radwanderwege angelegt, der 110 km lange Erft-Radweg verläuft von der Quelle bis zur Mündung.
Die Erft wird von Kajak-Fahrern genutzt. Eine beliebte Tour startet an der Erprather Mühle und führt über die Römerbrücke (Kajak-Slalomstrecke) bis zum Rhein.